# Robert Korzeniowski
Robert Marek Korzeniowski (Lubaczów, 30 juli 1968) is een voormalige Poolse snelwandelaar. Hij won vier gouden medailles op de Olympische Spelen en won drie wereldkampioenschappen. Hij was Europees recordhouder 50 km snelwandelen. Dit record van 3:36.03 liep hij op 27 augustus 2003 in Parijs en is inmiddels verbroken door Denis Nizjegorodov.

## Biografie

### Olympische Spelen
Op de Olympische Spelen worden voor de mannen twee onderdelen in het snelwandelen gehouden. Korzeniowski won in 2000 in Sydney beide onderdelen, de 20 en 50 km; hij is de enige die hiertoe in staat is geweest. Op het koningsnummer, de 50 km, won hij ook in 1996 in Atlanta en 2004 in Athene. Hij is de enige die met succes zijn titel op deze afstand verdedigde. De olympische carrière van Korzeniowski begon helemaal niet zo succesvol. In 1992 in Barcelona wordt hij op het 50 kilometer snelwandelen vlak voor de finish in tweede positie gediskwalificeerd. Op de 20 kilometer viel hij uit.

### Overige successen
Korzeniowski werd driemaal wereldkampioen op de 50 km; in 1997, 2001 en 2003. Hij won tweemaal het Europees kampioenschap in 1998 en 2002.
Op de WK 1995 behaalde hij de bronzen medaille op de 50 km. Op de WK Indoor 1993 veroverde hij zilver op de 5000 m snelwandelen.
Op het wereldkampioenschap in 2003 in Parijs bracht hij het wereldrecord op de 50 km op 3 uur, 36 minuten en 3 seconden. Op 2 december 2006 werd dit record met zestien seconden verbeterd door de Australiër Nathan Deakes in een wedstrijd in Geelong.

### Na zijn carrière
Na de Olympische Spelen beëindigde Robert Korzeniowski zijn carrière en werd actief binnen het Internationaal Olympisch Comité. Vanaf 2005 werkt hij voor de Poolse publieke omroep als hoofd van de sportafdeling. In 2007 werd hij de algemeen manager van TVP Sport, een Pools sportkanaal dat zich meer richt op de sportgeschiedenis en discussieprogramma's over sport en minder op het rechtstreeks uitzenden van wedstrijden.
Samen met de schansspringer Adam Małysz behoort Robert Korzeniowski tot de meest populaire Poolse sporters.
In 2014 werd hij opgenomen in de IAAF Hall of Fame.

## Persoonlijke records
Baan
| Onderdeel             | Prestatie | Datum            | Plaats   |
| --------------------- | --------- | ---------------- | -------- |
| 3000 m snelwandelen   | 11.05,20  | 13 juli 1997     | Formia   |
| 5000 m snelwandelen   | 18.17,22  | 3 juli 1992      | Reims    |
| 10.000 m snelwandelen | 38.26,53  | 31 mei 2002      | Riga     |
| 20.000 m snelwandelen | 1:19.52,0 | 4 september 2001 | Brisbane |

Weg
| Onderdeel          | Prestatie    | Datum            | Plaats     |
| ------------------ | ------------ | ---------------- | ---------- |
| 10 km snelwandelen | 37.57        | 8 juni 2002      | Krakau     |
| 20 km snelwandelen | 1:18.22      | 9 juli 2000      | Hildesheim |
| 30 km snelwandelen | 2:10.57      | 27 augustus 2004 | Athene     |
| 35 km snelwandelen | 2:32.29      | 27 augustus 2003 | Parijs     |
| 50 km snelwandelen | 3:36.03 (AR) | 27 augustus 2003 | Parijs     |
| 1 uur snelwandelen | 14,794 m     | 1992             |            |

Indoor
| Onderdeel           | Prestatie | Datum            | Plaats     |
| ------------------- | --------- | ---------------- | ---------- |
| 3000 m snelwandelen | 11.04,52  | 1 februari 2003  | Mondeville |
| 5000 m snelwandelen | 18.32,09  | 21 februari 1993 | Spala      |

## Palmares

### 5000 m snelwandelen
- 1993:  WK indoor - 18.35,91

### 20 km snelwandelen
- 1989: 40e Wereldbeker - 1:26.53
- 1991: 7e Wereldbeker - 1:21.19
- 1991: 10e WK - 1:21.32
- 1992: DNF OS
- 1993: 4e Wereldbeker - 1:24.47
- 1995: 9e Wereldbeker - 1:21.28
- 1996: 8e OS - 1:21.13
- 1999: 4e Wereldbeker - 1:20.52
- 2000:  OS - 1:18.59 (OR)
- 2004:  Wereldbeker - 1:19.02

### 50 km snelwandelen
- 1991: DNF WK
- 1992: DSQ OS
- 1993: DSQ WK
- 1995:  WK - 3:45.57
- 1996:  OS - 3:43.30
- 1997:  WK - 3:44.46
- 1998:  EK - 3:43.51
- 1999: DSQ WK
- 2000:  OS - 3:42.22
- 2001:  WK - 3:42.08
- 2002:  EK - 3:36.39 (WR)
- 2003:  WK - 3:36.03
- 2004:  OS - 3:38.46

## Onderscheidingen
- IAAF Hall of Fame - 2014

1956: Leonid Spirin ·
1960: Volodymyr Holoebnytsjy ·
1964: Ken Matthews ·
1968: Volodymyr Holoebnytsjy ·
1972: Peter Frenkel ·
1976: Daniel Bautista ·
1980: Maurizio Damilano ·
1984: Ernesto Canto ·
1988: Jozef Pribilinec ·
1992: Daniel Plaza ·
1996: Jefferson Pérez ·
2000: Robert Korzeniowski ·
2004: Ivano Brugnetti ·
2008: Valeri Bortsjin ·
2012: Chen Ding ·
2016: Wang Zhen ·
2020: Massimo Stano ·
2024: Brian Pintado
1932: Thomas Green ·
1936: Harold Whitlock ·
1948: John Ljunggren ·
1952: Pino Dordoni ·
1956: Norman Read ·
1960: Don Thompson ·
1964: Abdon Pamich ·
1968: Christoph Höhne ·
1972: Bernd Kannenberg ·
1980: Hartwig Gauder ·
1984: Raúl González ·
1988: Vjatsjeslav Ivanenko ·
1992: Andrej Perlov ·
1996: Robert Korzeniowski ·
2000: Robert Korzeniowski ·
2004: Robert Korzeniowski ·
2008: Alex Schwazer ·
2012: Jared Tallent ·
2016: Matej Tóth ·
2020: Dawid Tomala
1976 Veniamin Soldatenko ·
1983: Ronald Weigel ·
1987: Hartwig Gauder ·
1991: Aleksandr Potasjov ·
1993: Jesús Ángel García ·
1995: Valentin Kononen ·
1997: Robert Korzeniowski ·
1999: Ivano Brugnetti ·
2001: Robert Korzeniowski ·
2003: Robert Korzeniowski ·
2005: Sergej Kirdjapkin ·
2007: Nathan Deakes ·
2009: Sergej Kirdjapkin ·
2011: Sergej Bakoelin ·
2013: Robert Heffernan ·
2015: Matej Tóth ·
2017: Yohann Diniz ·
2019: Yusuke Suzuki
- Gemeinsame Normdatei: 1313630055
- World Athletics: 14216917
- International Standard Name Identifier: 0000 0001 1298 2388
- Nationale Bibliotheek van Letland: 000350123
- Nationale Bibliotheek van Polen: a0000002009215
- Virtual International Authority File: 164841608